# 北田康広
北田 康広（きただ やすひろ、1965年6月28日 -　）は、日本のバリトン歌手、ピアニスト、福音歌手、人権講演家。

## 概要

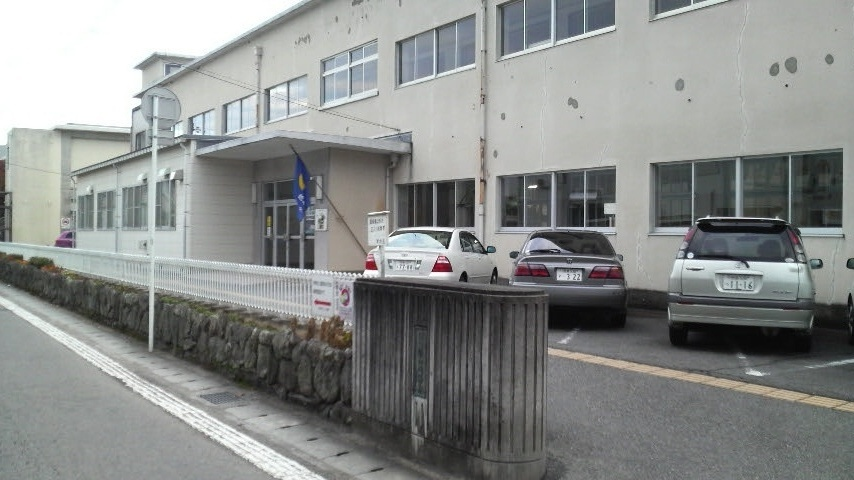
旧：徳島県立盲学校（2008年）

徳島県生まれ。未熟児網膜症と医療ミスが重なり、5歳で失明する。徳島県立盲学校在校中、12年間の過酷な寮生活といじめを経験した。10歳のときに両親が離婚する。多くの苦しみを不屈の精神で乗り越え、独学で習得したピアノを専門的に学ぶために単身上京し、筑波大学附属盲学校に入学し、足立勤一、人見共に師事する。2年間の音楽教育を経て、武蔵野音楽大学に首席で入学し、若尾輝子、マックス・マルティン・シュタイン、中山文雄らに師事する。武蔵野音楽大学中、新垣勉と親交を持つ。

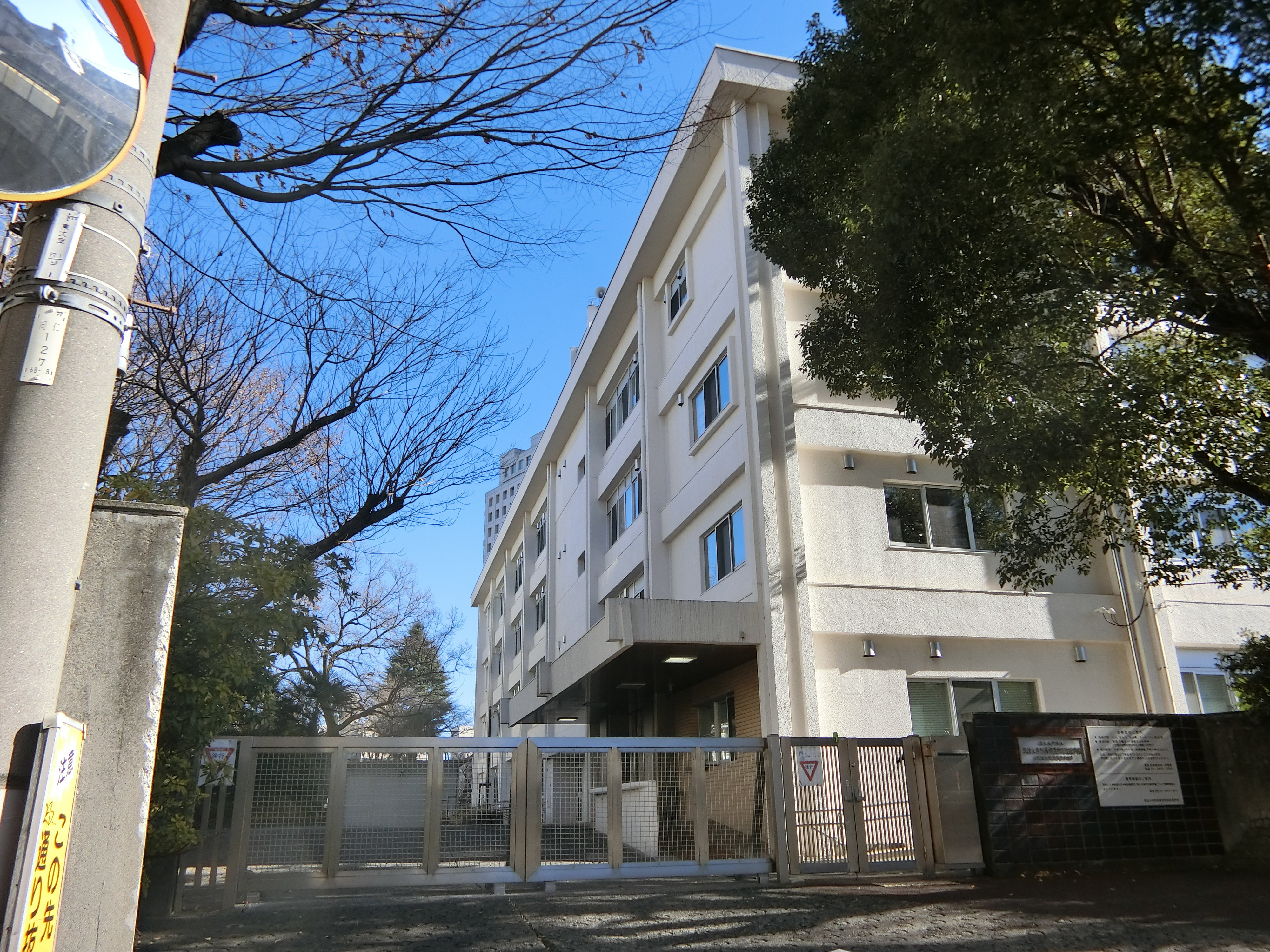
筑波大学附属視覚特別支援学校正門

1990年3月に武蔵野音楽大学を卒業後、ピアニストとして同年11月4日、東京・音楽の友ホールにてデビューリサイタルを開く。その後、ピアノと歌とおしゃべりを交えた独自のコンサートを行うようになる。
1993年4月、日本バプテスト連盟所沢キリスト教会でバプテスマ（洗礼）を受け、東京バプテスト神学校で神学を学ぶ。
賛美伝道者として全国のキリスト教会でチャペルコンサートを行っている。また、全盲の視覚障害者として、人権講演会を行っている。“心の瞳トークコンサート”として、歌とピアノとおしゃべりを織り交ぜたコンサートを展開し、心に響く歌声と力強いメッセージを通して、多くの人びとに希望の光を届けている。

## 生い立ちについて

### 失明・家族の崩壊
未熟児網膜症で生まれ、医者の不手際により5歳で失明した。医者に治らないと宣告されても諦めきれない母親は、息子の目が見えるようになるならと、ありとあらゆる宗教にすがり、お金を注ぎ込んでいく。一方、父親は養鯉業で一攫千金してから金の亡者になっていく。毎晩飲んで帰っては罵声を上げる父と母の悲鳴。幼少時の北田は押入れで震える毎日。そして10歳の時、母親は無一文で追い出され、すぐに継母が家に入り込み、いびりが始まった。
6歳で盲学校に入学、13年間の寮生活を送る。心の鬱憤を音の出るあらゆる楽器にぶつける毎日。音楽だけが友達だった学生生活。いつも苛められた苦い過去。「自分だけがどうして…」ぶつけるところのない苛立ちばかりが募る孤独な日々を過ごした。しかし、高校入学と同時に転任してきた吉村先生がいち早くその音楽の才能を見出し、しかも生徒としてではなく、一人の対等な人間として語りかけ、親身に耳を傾け、音楽をもっと伸ばすことを勧めてくれた。そこで得た自信と自己肯定が一つのターニングポイントとなり、暗く閉ざされた心に希望の光が差し込むのを感じた。

### 新垣勉との出会い

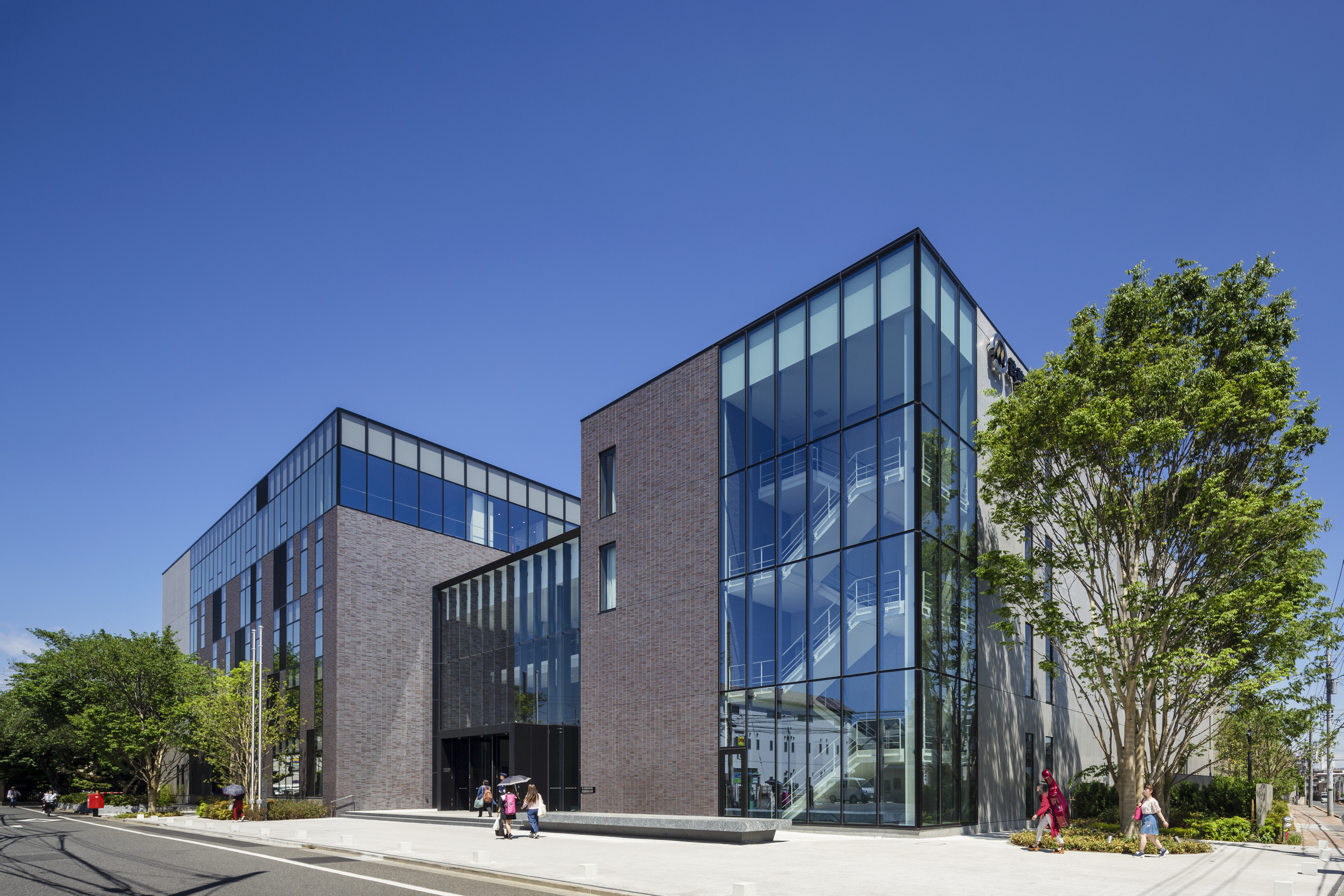
武蔵野音楽大学キャンパス外観

徳島県立盲学校から全盲学生として初めて、武蔵野音楽大学ピアノ科に入学する。初めて見える者ばかりの世界を経験し、自分の目が見えないことを本当の意味で実感した。暗闇のどん底に突き落とされたような無力感と挫折感に打ちのめされたその時、第二の運命的な出会いを迎えた。入学試験の時に一緒になった年上の視覚障碍者、新垣勉との出会いである。共通点の多い境遇、そして音楽が2人を強く結びつけていった。

### 母親との再会
母は辛いどん底の生活から這い上がり、美容師の資格を得て徳島で小さな美容室を開業していた。息子に会うことだけを夢見て、昼は美容室、夜はスナックという働き詰めの生活を送っていた。息子の大学卒業を機に上京し、20年目にして再会を果たした。

### 父親の死
2002年10月、「いのちの電話」主催のコンサート出演のため、18年ぶりに徳島へ行った際、父親との再会が叶った。和解したのも束の間、2005年6月、脳溢血により急逝した。借金しか残さず、実家も他人の手に渡り、形見は二つの小さな石だけだった。それは手先の器用だった父が川で拾って細工したものだった。葬儀は、毛嫌いしていたキリスト教式で執り行われた。司式は盲学校時代の恩師、吉村孝雄が執り行った。父はずっと吉村を嫌い、聖書も讃美歌も奪い取って、吉村の話すキリスト教に対し頑なに反抗していたが、吉村は北田の家族のことをいつも祈り続けていた。北田の父は亡くなる前に、孤独にうちひしがれ、吉村に電話して助けを求め、家に来て話を聞かせてほしいと願った。吉村の祈りがきかれたのだと思う。キリスト教式で葬儀を終え、教会墓地に眠ることになるとは想像だにしなかった。

### アルバム発売
コンサート活動の評判を聞きつけたレコード会社プロデューサーの目に留まり、2004年にCD『ことりがそらを』でメジャーデビューを果たす。
つづく2枚目のアルバム『心の瞳』を2006年8月に発売する。父親の死を通して学んだこと、世界平和への祈り、子供たちへのメッセージなど、多くの祈りや希望を込めている。
2009年8月、3枚目のアルバム『藍色の旋律―愛・祈り・平和・自由―』を発売する。星野富弘作詩・武義和作曲の「母三章」や、被爆ピアノに捧げる曲などを収録する。
2010年には、デビュー20周年記念アルバムとして『Mind's eye　マインズアイ〜心の瞳〜』を制作し、コンサート会場限定で販売開始する。2012年3月、東日本大震災から1年を経て、自分にできることはないかと模索し、初の讃美歌CD『人生の海の嵐に』を制作する。
2016年、アルバム『Mind's eye』と『藍色の旋律』の内容を一部変更して、『見上げてごらん夜の星を』と『旅立ちの日に』として再リリース。
2018年6月、2枚目の讃美歌CD『アメイジング・グレイス』をリリースする。
2019年11月、クリスマスアルバム『聖夜　歌とピアノで綴るクリスマス』Holy Night ～ Christmas Melodies Woven with Voice and Piano リリース。
2022年4月、賛美伝道30周年感謝記念アルバムとして、トラクトCD『わが感謝の贈物こころ』の無料配布開始。

## 学歴
- 1986年：筑波大学附属視覚特別支援学校（附属盲学校）専攻科音楽科卒業。
- 1990年：武蔵野音楽大学音楽学部器楽学科有鍵楽器専修ピアノ専攻卒業。
- 1999年：東京バプテスト神学校神学科卒業。

## 受賞歴
- 1981年：第31回全日本盲学生音楽コンクール（1981年11月23日開催）ピアノ部門第1位受賞[13]。
- 1982年：第18回全国身体障害者スポーツ大会陸上競技2種目で金メダル獲得（投擲競技で大会新）。
- 2019年：カリフォルニア神学大学院より名誉博士号（Doctor of Divinity）を授与（3月）[14]。

## メディア出演歴
- 2005年：『奇跡体験!アンビリバボー』（フジテレビ系）「全盲のピアニスト」に出演[15]。
- 2006年：『人間っていいね』[16]（愛知県人権同和対策室[17]）「人権啓発街頭ビジョン」に出演[18]。

## メディア掲載歴
- 2003年：『週刊女性』（主婦と生活社）2003年9月16日号「人間ドキュメント」に掲載[19]。
- 2004年：『月刊MOKU』（MOKU出版[20]）2004年11月号「特集　研ぐ」に掲載。
- 2005年：『点字毎日活字版』（毎日新聞社点字毎日部）2005年1月6日、第348号「命を弾ませ」に掲載。
- 2005年：『朝日新聞夕刊』（朝日新聞東京本社）2005年2月12日、第42694号「ぴーぷる」に掲載。

## 主な作品

### アルバム
| 発売日         | タイトル                                       | 規格品番  | 販売形態   |
| -------------- | ---------------------------------------------- | --------- | ---------- |
| 2004年11月3日  | ことりがそらを                                 | AECC-1006 | CD         |
| 2006年8月2日   | 心の瞳                                         | AECC-1008 | CD 現廃盤  |
| 2009年8月6日   | 藍色の旋律―愛・祈り・平和・自由―               | MEAC-0001 | CD 現廃盤  |
| 2010年11月4日  | Mind's eye マインズアイ〜心の瞳〜              | MEAC-0002 | CD 現廃盤  |
| 2012年3月11日  | 人生の海の嵐に〜My soul in sad exile〜讃美歌集 | WOL-1007  | CD         |
| 2016年11月17日 | 旅立ちの日に―愛・祈り・平和・自由―             | MEAC-0004 | CD         |
| 2016年11月17日 | 見上げてごらん夜の星を                         | MEAC-0003 | CD         |
| 2018年6月18日  | アメイジング・グレイス                         | WOL-1008  | CD         |
| 2019年11月16日 | 聖夜 ~歌とピアノで綴るクリスマス~              | WOL-1009  | CD         |
| 2022年4月1日   | わが感謝の贈物（こころ）                       | SPC-0411  | トラクトCD |
| 2023年7月28日  | 主の平和-Shalom-                               | HTK-2023  | トラクトCD |

## 書籍
- 人生の転機5 だからあなたも大丈夫（人生の転機シリーズ）（2010年12月8日発売、いのちのことば社出版） ISBN 978-4264026433
- 音の光（2016年11月発行、mindseye association）A5版 40ページ（自分史）
- 音の光（2019年3月改訂版発行、mindseye association）A5版 68ページ 200円(税込)（自分史）

## グッズ
- タッチペン付ボールペン（オリジナルサイン入り）
- 今治ミニタオルハンカチ（オリジナルサイン入り）